# Stevan Faddy

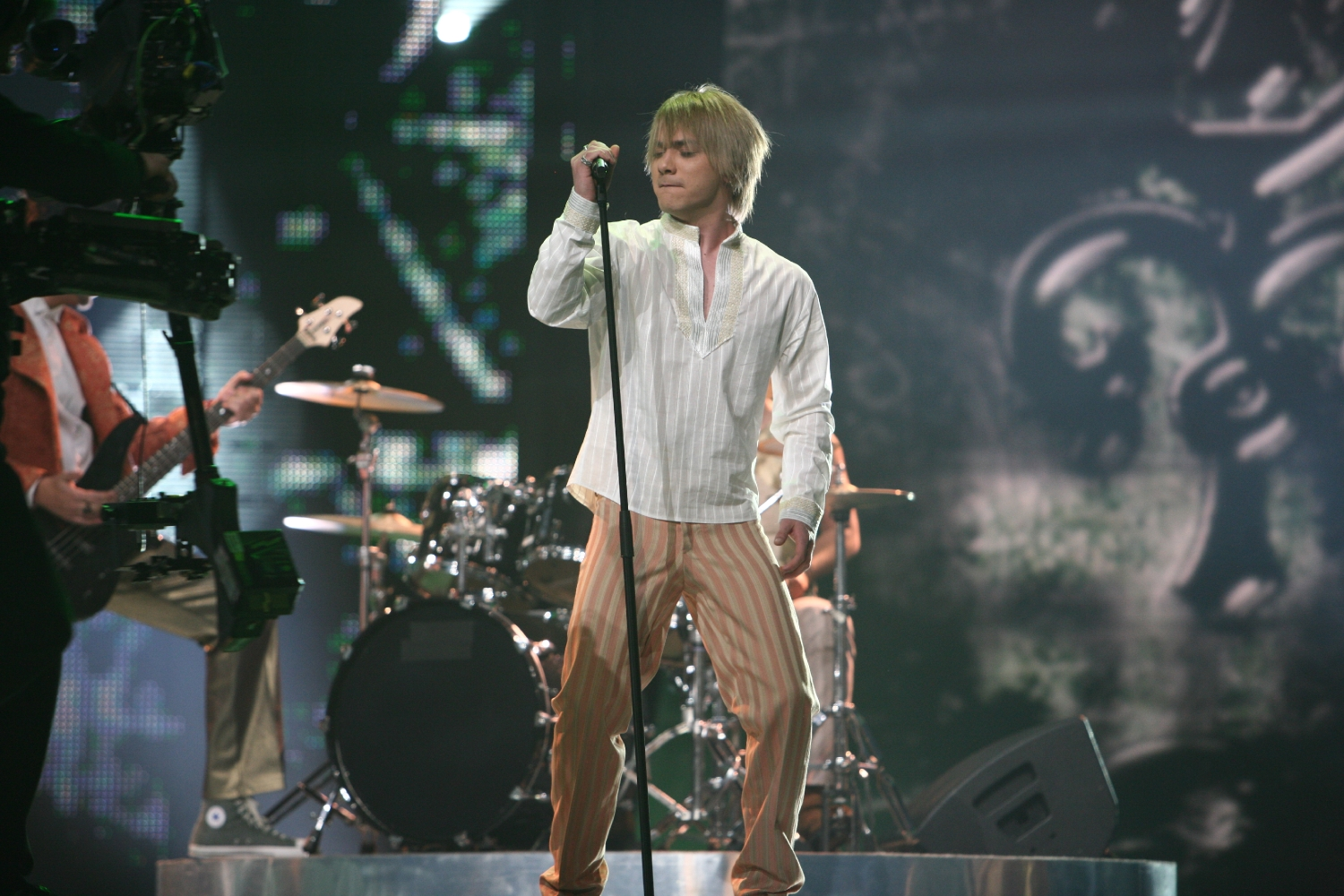
Stevan Faddy tijdens Eurovisiesongfestival 2007

Stevan Faddy (Montenegrijns: Стеван Фади) is een Montenegrijnse zanger die geboren werd in Kotor in 1986.
Hij is sinds 2003 actief in de muziekwereld. Hij nam in 2006 deel aan Montevizija, de Montenegrijnse voorronde voor het Eurovisiesongfestival en won met het lied Cipele. Hij stootte zo door naar Evropesma, de finale voor Servië en Montenegro maar kon het daar niet waarmaken.
Na de onafhankelijkheid van het land werd de oude voorronde Montevizija afgevoerd en vervangen door MontenegroSong. Stevan greep opnieuw zijn kans met het lied Hajde Kroči en won de wedstrijd met vlag en wimpel. Hierdoor werd hij de eerste vertegenwoordiger voor het kersverse land op het Eurovisiesongfestival 2007 te Helsinki. Het werd echter geen succes. Stevan kreeg in de halve finale 33 punten en strandde op een met Estland gedeelde 22ste plaats.